# La Fédération Artistique
La Fédération Artistique was een Belgisch tijdschrift over kunst.
La Fédération Artistique verscheen van 1873 tot in het begin van de 20ste eeuw en rapporteerde over de actualiteit van het culturele leven: muziek, opera, toneel, literatuur, maar vooral de beeldende kunsten. Er werden uitvoerige besprekingen gewijd aan de jaarlijkse salons in Antwerpen, Brussel en Gent en aan andere tentoonstellingen in binnen- en buitenland. In vele bijdragen werd gefocust op afzonderlijke kunstenaars.
Vaste medewerkers waren onder meer Jules Dujardin, C. Fredricx, Gustave Lagye, Edmond Louis, Victor Reding, Alphonse Van Ryn en Georges Verdavainne. Andere medewerkers signeerden met een pseudoniem: Grimm, Nino, Parfois, Peregrinus, Tremolo. 
Het standpunt in kunstzaken was over het algemeen uiterst behoudsgezind wat af en toe tot een stevige polemiek leidde. Het tijdschrift wordt gezien als een onmisbare bron voor de kennis van de Belgische kunst uit het laatste kwart van de 19de eeuw.